# シェイン・ワード
シェイン・トーマス・ワード（Shayne Thomas Ward, 1984年10月16日 - ）は、イギリスの歌手、俳優。
イギリスの人気オーディション番組・『The X-Factor 2005』で優勝してレコード契約を勝ち取り、21歳でデビューした。デビューシングル及びデビューアルバムは大ヒットとなった。

## 来歴・人物
1984年10月16日、アイリッシュ・トラヴェラー系の両親のもとにマンチェスターで生まれる。Xファクターに応募する前には、女性2人と共に"Destiny" というグループを組み、パブやクラブなどで活動していた。

### X Factor 2005
2005年に、イギリスのオーディション番組『Xファクター』に出場。審査員のサイモン・コーウェル、ルイ・ウォルシュ、シャロン・オズボーンの3人を唸らせ、次のラウンドに出場する権利を得た。ワードを担当したのは、ボーイゾーンやウエストライフのマネージャーを務めていたウォルシュであった。ライブショーでワードは、コーウェルの指導するグループ部門のジャーニー・サウス、オズボーンの指導する25歳以上部門のアンディ・アブラハムを破り、2005年の『Xファクター』勝者となった。その後もマネージャーはウォルシュが務めている。

### デビューアルバム
『Xファクター』での優勝後、ソニー・ミュージックエンタテインメントと契約し、2005年12月21日にデビューシングル "That's My Goal" をリリース。74万枚以上を売り上げ、UKチャート1位を4週間記録。また、同年のクリスマスナンバー1の曲となる。同チャートには翌年の6月まで残り続けた。このシングルは、合計で130万枚以上を売り上げる大ヒットとなった。また、ベストセラーシングルとしてアイヴァー・ノヴェロ賞も受賞した。
2枚目のシングルはブライアン・ライス"No Promises" のカバー曲で、2006年4月10日にリリース。UKチャート2位を記録した。
デビューアルバム『Shayne Ward』は同年4月17日にリリースされ、翌日までに約10万枚を売り上げた。その週の終わりには約20万枚を売り上げ、UKアルバムチャート1位を獲得。最終的に、同アルバムは52万枚以上を売り上げた。
3枚目のシングル "Stand By Me" は、UKチャートで14位を記録。
テイク・ザットのメンバーであるゲイリー・バーロウは自身の自伝の中で、2006年にジェイソン・オレンジがグループからの脱退を計画していた際に、ワードを代役として真剣に検討していたことを明かしている。
2006年8月に声帯に腫瘍ができ、9月には専門医師のもとで治療を開始する。その後治療を成功させ、2007年1月から2月までの日程でUKツアーを敢行した。

### ブレスレス
2007年8月20日に4枚目のシングル "If That's Ok With You" をリリース予定であったが、その予定日が遅れ、"No U Hang Up" と共にダブルAサイドとして9月24日にリリース。UKチャートで2位を記録した。隣国アイルランドでは別々に発売され、"No U Hang Up" がチャート11位、"If That's Ok With You" が9位を記録した。2007年11月26日にセカンドアルバム『ブレスレス』をリリース。2006年のXファクター勝者、レオナ・ルイスのデビューアルバムにUKチャートでは破れたものの、アイルランドではルイスの同アルバムを破り、見事チャート1位を獲得した。

### オブセッション
その後、所属レーベルのオーナーであるコーウェルは、レオナ・ルイスとスーザン・ボイルのレコーディングに集中し始め、ワードへの関心を失っていき、楽曲を提供することを拒否した。また、マネージャーであるウォルシュとの関係が悪化し、マネージングをやめるよう要求した。2009年になってようやくレコーディングを始め、2010年11月15日にアルバム『オブセッション』をリリース。UKアルバムチャート15位、アイルランドチャート11位を記録した。ニッケルバック「ガッタ・ビー・サムバディ」のカバー曲をシングルとして11月7日にリリースし、UKチャートで12位、アイルランドで10位を記録した。プロモーション活動として、2年ぶりに『Xファクター』でパフォーマンスもした。

### 俳優への転身
2015年5月12日、ワードはITVと1年契約を結び、コロネーション・ストリートでエイダン・コナー役を演じると発表した。同年8月にスクリーンデビューを果たし、演技力を評価されナショナル・テレビジョン・アワードと、インサイド・ソープ・アワードで新人賞を受賞した。キャラクターの人気により契約は翌年更新され、彼はさらに2年間この役を演じ続けた。
2018年初頭、ワードは役を降板することを発表した。彼がエイダン・コナー役として最後に出演したのは、2018年5月7日の男性の自殺を取り上げたストーリーラインだった。このストーリーラインはマスコミから大きな注目を集めた。ワードはまた、番組出演中に大幅に体重が増えたことを語っている。体重が3ストーン（42ポンド）増加したことを明かし、グラナダ・スタジオの魅力的な社員食堂の食事も一因だと述べたが、このことに関して受けた否定的なコメントについてはほとんど気にしていなかった。その後、彼は番組出演終了に向けて減量した。
番組を降板した後、彼は心理ドラマ映画『 Stairs』の主役に抜擢された。しかし、公開時にはこの映画のタイトルは『The Ascent』となった。
2022年11月、ワードがこれまでの音楽キャリアを振り返るコンピレーションアルバム『Anthology』をリリースすることが発表され、2022年12月9日に発売された。 『Retro Pop Magazine』のインタビューで、ワードはよりカントリーポップなアプローチをとった次のスタジオアルバムの制作を開始したことを明らかにした。
2023年、『グッド・シップ殺人事件』に出演し始めた。

### 2024年以降
2024年9月14日から、ワードはナンシー・シューとペアを組んで『ストリクトリー・カム・ダンシング』シリーズ22に出演した。2024年11月10日、ワードは番組の審査員によって投票で脱落し、コンテストから脱落した7人目の有名人となった。

## ディスコグラフィ

### スタジオ・アルバム
- 2006: シェイン・ワード
- 2007: ブレスレス
- 2010: オブセッション

### ツアー・アルバム
- 2006: The X Factor Live Tour 2006
- 2007: Shayne Ward Live 2007
- 2008: The Breathless Tour 2008

### シングル
| 年   | シングル                               | 最高位 | 最高位     | 最高位       | 最高位     | 最高位       | 最高位     | アルバム         |
| 年   | シングル                               | UK     | デンマーク | アイルランド | ノルウェー | スウェーデン | ヨーロッパ | アルバム         |
| ---- | -------------------------------------- | ------ | ---------- | ------------ | ---------- | ------------ | ---------- | ---------------- |
| 2005 | "ザッツ・マイ・ゴール"                 | 1      | —          | 1            | —          | 58           | 4          | シェイン・ワード |
| 2006 | "ノー・プロミス"                       | 2      | —          | 1            | 13         | 4            | —          | シェイン・ワード |
| 2006 | "スタンド・バイ・ミー"                 | 14     | —          | 9            | —          | —            | 42         | シェイン・ワード |
| 2007 | "イフ・ザッツ・オーケイ・ウィズ・ユー" | 2      | —          | 1            | —          | 45           | —          | ブレスレス       |
| 2007 | "ノー・ユー・ハング・アップ"           | 2      | 4          | 11           | —          | 38           | —          | ブレスレス       |
| 2007 | "ブレスレス"                           | 6      | —          | 6            | —          | —            | 25         | ブレスレス       |
| 2010 | "ガッタ・ビー・サムバディ"             | 12     | —          | 10           | —          | —            | —          | オブセッション   |